# Juristisches Internetprojekt Saarbrücken

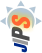
Logo

Das Juristische Internetprojekt Saarbrücken (JIPS) ist ein rechtswissenschaftliches Webportal der Universität des Saarlandes. Es besteht seit 1993 und ist damit eines der ältesten juristischen Internetportale Deutschlands.

## Geschichte
Hervorgegangen ist das JIPS aus einer Onlineprojektarbeit des Studenten Achim Voermanek im Fach Rechtsinformatik bei Maximilian Herberger. Im Rahmen dieser Projektarbeit wurde im Jahr 1993 auf dem Gopherserver der Philosophischen Fakultät ein juristisches Informationsangebot zusammengestellt, das unter anderem mehrere Gesetzestexte und eine Linksammlung bereithielt. Seitdem wird das Projekt hauptsächlich von Studenten ehrenamtlich weiterbetreut, außerdem konnte man Herberger und Helmut Rüßmann zur Mitarbeit gewinnen.
Im Januar 1994 wurde die Informationssammlung im World Wide Web veröffentlicht – zunächst noch auf dem WWW-Server der Philosophischen Fakultät. Im Februar 1994 schaffte man einen eigenen WWW-Server an, außerdem vereinbarte man, sich wöchentlich zu einer Redaktionssitzung zu treffen.

## Inhalte
Neben dem Lernportal Yoorah! und einer umfangreichen Linksammlung informiert das Projekt jede Woche über Neuigkeiten mit Schwerpunkt auf dem IT-Recht. Das JIPS, das seine Inhalte in derzeit 17 Sprachen bereitstellt, verzeichnet bis zu 180.000 Zugriffe pro Tag. Unterstützt wird es vom Institut für Rechtsinformatik.
Zusätzlich zum Onlineangebot finden seit Dezember 2005 in Zusammenarbeit mit der Landeshauptstadt Saarbrücken regelmäßig öffentliche Redaktionssitzungen statt, bei denen man Bürgern die Gelegenheit gibt, Fragen zu Themen wie Internetauktionen oder Phishing zu stellen.